# Yamaha XTZ 600
L'XTZ 600 és un model de motocicleta fabricat per la companyia Japonesa Yamaha. El primer model es va produir el 1983, i amb diverses modificacions es va estendre la seva producció fins al 1991.
És una motocicleta dins la categoria de les "trail", motocicletes d'ús polivalent entre la carretera i les pistes de muntanya. Aquest model en concret és molt valorat per la seva fiabilitat i la seva senzillesa, característiques necessàries per empendre un viatge per pistes. Per aquest motiu, és força comú veure'n a les pistes del desert.

## Versions

### 34L/55W
El 1983 va arribar la primera Yamaha XTZ600, que com les seves successores, es va denominar comercialment com a Ténéré (com una part del desert del Sàhara). Va ser una evolució de la XT500, les motocicletes que havien estat utilitzades sovint per travessar el desert i havien guanyat diverses edicions del Ral·li París Dakar. Aquesta primera versió incloïa arranc a pedal, dipòsit de benzina de 30 litres, cadena o-ring (que era molt avançat al seu temps), frens i llums potents, un radiador d'oli i suspensió de YZ (el model de motocross de la marca), tot envoltant un senzill motor quatre temps refrigerat per aire. Amb poques modificacions, aquests primers models feien unes excel·lents màquines pel motociclisme d'aventura.
Produïda entre 1983 i 1984.

### 55W
La versió 55W presentava poques novetats respecte a la 34L, bàsicament les llantes, la pinça de fre davanter, les suspensions, el seient i la decoració es van canviar. Produïda el 1985.

### 1VJ
La següent versió (1VJ) va incorporar arranc elèctric i altres elements que feien que no fos tan ben valorada com la seva predecessora, però si que millorava certs elements com el dipòsit, el radiador d'oli i els filtres d'aire. El dipòsit es va reduir a 23 litres de capacitat, i la suspensió tova de la 34L va ser millorada substancialment. Tot i així, no eren tan fiables i no eren tan econòmiques.
Produïda entre 1986 i 1987.

### 3AJ
L'últim model de XTZ 600 va ser l'anomenada 3AJ, que va aparèixer a finals dels anys 80. Més fiable que la versió anterior, va incorporar millores que fan que siguin molt més valorades. Incorporava una parafang davanter més baix, que permetia que l'aire refrigerés millor el cilindre. En aquest mateix sentit, el dipòsit de benzina (de 23 litres de capacitat) tenia una forma que també perseguia aquest objectiu. El radiador d'oli també va augmentar de capacitat, molt adequat en llocs càlids però no tant en llocs freds, on l'oli del motor mai arribava a la temperatura òptima. La suspensió va ser millorada, endurida respecte versions anteriors.
Avui dia encara són bones màquines pel motociclisme d'aventura un cop s'han solucionat petits problemes que poden presentar (cal revisar la cinquena marxa). Encara és possible trobar-ne al mercat de segona mà.
Produïda entre 1988 i 1991.
| Llargada total                       | 2.210 mm                                        |
| Amplada total                        | 835 mm                                          |
| Alçada total                         | 1.340 mm                                        |
| Alçada del seient                    | 890 mm                                          |
| Distància entre eixos                | 1.460 mm                                        |
| Distància mínima al terra            | 255 mm                                          |
| Pes (en ordre de marxa)              | 186 kg                                          |
| Radi mínim de gir                    | 2.300 mm                                        |
| Tipus de motor                       | Quatre temps refrigerat per aire, gasolina SOHC |
| Model del motor                      | 3AJ6                                            |
| Cubicatge                            | 595 cc                                          |
| Calibre x Carrera                    | 95,0 x 84,0 mm                                  |
| Relació de compressió                | 8,5:1                                           |
| Sistema d'arrancada                  | Elèctric                                        |
| Filtre d'aire                        | De tipus mullat                                 |
| Combustible                          | Gasolina regular sense plom                     |
| Capacitat del dipòsit de combustible | 23 l                                            |
| Carburador                           | Y27PV/TEIKEI                                    |
| Tipus de transmissió                 | Engranatge constant, 5 velocitats               |

## Models relacionats
- Yamaha XT 500 (Predecessora)
- Yamaha XT 600 (Model semblant fabricat al mateix temps)
- Yamaha XTZ 660 (Successora)
- Yamaha XTZ 750 (Successora)